# 63
Glej tudi: število 63
63 (LXIII) je bilo navadno leto, ki se je po julijanskem koledarju začelo na soboto.

## Dogodki
- 1. januar

## Smrti
- Midrat VI. Evpator, pontski kralj